# Rajko Mitić
Rajko Mitić - em sérvio, Рајко Митић (Bela Palanka, 19 de novembro de 1922 - Belgrado, 30 de março de 2008)  foi um futebolista e técnico de futebol sérvio.

## Carreira
Um dos maiores atacantes da antiga Iugoslávia, começou em 1938, ainda aos 16 anos incompletos. Em 1946, começou sua trajetória no Estrela Vermelha, um ano após a fundação do clube, onde ficaria até encerrar a carreira, em 1959. Mitić marcou 262 gols em 572 jogos no clube da capital, conquistando seis campeonatos iugoslavos, cinco Copas da Iugoslávia (tendo conquistado ambos os torneios na sua temporada da despedida) e uma Copa Mitropa, torneio precursor da atual Liga dos Campeões da UEFA.
Mitić chegou a jogar duas vezes (marcando dois gols) pela Sérvia, quando a então república iugoslava teve uma seleção, em 1945. Pela Iugoslávia, marcou 32 gols em 59 jogos, conquistando duas pratas olímpicas - em 1948 e 1952 - e participado de duas Copas do Mundo, as de 1950 e 1954.
Assim que parou de jogar, passou a integrar a comissão técnica do clube, sendo assistente técnico até 1965, vendo o Estrela ganhar outros três campeonatos iugoslavos e outras três Copas. A partir de 1966, tornou-se técnico da Iugoslávia, levando a equipe à fase final da Eurocopa 1968, perdendo a final para a Itália.
Lenda do Estrela, Mitić é um dos cinco jogadores do clube que receberam sua mais alta honraria, o Zvezdine Zvezda ("Estrelas do Estrela"), tendo sido sucedido por Dragoslav Šekularac, Dragan Džajić, Vladimir Petrović e Dragan Stojković.

## Títulos
Estrela Vermelha
- Campeonato Iugoslavo: 1950–51, 1952–53, 1955–56, 1956–57 1958–59
- Copa da Iugoslávia: 1947–48, 1948–49, 1949–50, 1957–58 e 1958–59
- Copa Mitropa: 1957–58

Iugoslávia
- Medalha de Prata nos Jogos Olímpicos: 1948 e 1952

## Curiosidades
- Enfrentou nas duas Copas que disputou o Brasil. Na de 1950, foi escalado como titular, mas teve de esperar alguns minutos para entrar em campo para ser atendido após ter cortado o supercílio num túnel do Maracanã. Enquanto estava fora, o Brasil abria 1 x 0.
- Já em 1954, Brasil e Iugoslávia classificariam-se à segunda fase com um empate, mas desse detalhe os jogadores brasileiros não sabiam, com o jogo em 1 x 1, continuavam a atacar insistentemente, assustando os iugoslavos. Mitić começou a gesticular aos adversários, apontando ao placar do estádio. Tomando a atitude como provocação, os brasileiros se irritaram a começavam a atacar ainda mais, mas o jogo permaneceu 1 x 1. Só no vestiário, arrasados, é que viriam a saber que estavam classificados e o que Mitić realmente queria explicar.
- Foi o autor do primeiro gol no Estádio Independência (atual Arena Independência) durante a Copa do Mundo de 1950.